# Coez
Coez, pseudonimo di Silvano Albanese (Nocera Inferiore, 11 luglio 1983), è un cantautore e rapper italiano.

## Biografia

### Primi anni
Nato a Nocera Inferiore, città in provincia di Salerno, ma cresciuto a Roma, a diciannove anni, dopo esser stato un graffitaro nella capitale, dà vita insieme a Franz e Nicco (suoi compagni della Scuola Cinematografica) al suo primo progetto musicale: i Circolo Vizioso. Dopo un primo demo mixtape omonimo è uscito due anni dopo il primo disco ufficiale, chiamato Terapia, prodotto da Ford 78 e Sine.
Nel 2007, la conoscenza tra Lucci e Bruno Cannavicci (meglio conosciuto come "Snais"), membro del gruppo Unabombers, e i due restanti componenti del Circolo Vizioso, porta alla formazione del collettivo Brokenspeakers. Grazie al sopracitato "Snais", il collettivo romano si fa conoscere in tutta Italia, arrivando ad aprire anche concerti di artisti come Busta Rhymes, Mazzy, Friskis e Dilated Peoples, Club Dogo, e Colle der Fomento.

### Carriera solista

#### 2009-2013:Figlio di nessunoeNon erano fiori
Parallelamente al lavoro con i Brokenspeakers, Coez intraprende una carriera solista. A fine 2009 nasce il suo primo album Figlio di nessuno. Il 25 novembre 2011 è uscito il mixtape Fenomeno in collaborazione con il DJ italiano Sine. Il 24 settembre 2012 è stato pubblicato per il download gratuito l'EP Senza mani.
La svolta arriva con l'uscita del singolo e del relativo video Nella casa, critica al mondo della discografia, che portano Coez ad affermarsi sulla scena nazionale.
L'11 giugno 2013 è stato pubblicato il secondo album Non erano fiori per la Carosello Records con la collaborazione di Riccardo Sinigallia. L'album è entrato nella top 10 della Classifica FIMI Album, riscuotendo un buon successo. Nello stesso anno ha partecipato nella categoria giovani al Summer Festival 2013.

#### 2014-2016:Niente che non va
Nel corso del 2014 ha collaborato con i rapper Gemitaiz e MadMan alla realizzazione del singolo Instagrammo, inserito nell'album Kepler. Nel febbraio 2015 Coez ha rivelato di aver completato il suo terzo album in studio, dopo un anno passato a comporre:
 Il 9 luglio dello stesso anno è stato rivelato il titolo dell'album, Niente che non va, e la data di pubblicazione, fissata al 4 settembre. Ad anticiparne l'uscita è stato il singolo La rabbia dei secondi, pubblicato per il 21 agosto.

#### 2017-2018:Faccio un casino
Il 5 maggio 2017 esce il suo quarto album Faccio un casino, anticipato dalla pubblicazione di ben quattro singoli: l'omonimo Faccio un casino (10 marzo), Taciturnal, Occhiali scuri (pubblicati insieme il 18 aprile) e E yo mamma (28 aprile).
Il 21 luglio è stato pubblicato il singolo Barceloneta, collaborazione del rapper con il duo Carl Brave x Franco126. Il singolo è stato successivamente certificato disco di platino dalla FIMI per aver venduto oltre 50 000 copie in Italia.
Il 22 settembre è stata la volta del quinto singolo tratto da Faccio un casino, La musica non c'è, con il quale Coez ha raggiunto per la prima volta in carriera la vetta della Top Singoli, oltre ad ottenere otto dischi di platino dalla Federazione Industria Musicale Italiana, di cui sette in quell'anno.

#### 2019-2022:È sempre belloeVolare
L'11 gennaio 2019 ha pubblicato il singolo È sempre bello per celebrare i dieci anni di carriera. Esso ha anticipato l'omonimo quinto album in studio, pubblicato il 29 marzo successivo. La promozione del disco è proseguita con l'uscita del secondo singolo Domenica. Nello stesso anno realizza una cover del brano Via di Claudio Baglioni.
Il 12 febbraio 2021 è uscito il singolo Aggio perzo 'o suonno di Neffa, al quale Coez partecipa vocalmente. Il 3 dicembre dello stesso anno è stata la volta del sesto album Volare, promosso dai singoli Wu-Tang, Flow Easy e Come nelle canzoni. Dal disco sono stati estratti anche come singoli Occhi rossi e Margherita, mentre all'edizione digitale dell'album è stato aggiunto il singolo Essere liberi.

#### 2023-2024:Lovebars
Nel corso del 2023 Coez ha intrapreso una collaborazione artistica con Frah Quintale. La prima pubblicazione del duo è stata il singolo Alta marea, diffuso digitalmente e in radio il 16 giugno.
L'8 settembre 2023 è stato pubblicato l'album collaborativo Lovebars, da cui è stato estratto un secondo singolo, Che colpa ne ho, pubblicato lo stesso giorno dell'album, seguito dai singoli Terra bruciata e Lovebars.

#### 2025-presente:1998
Il 17 gennaio 2025 è stato pubblicato il singolo Mal di te, seguito il 4 aprile dal singolo Ti manca l'aria, che hanno anticipato l'uscita dell'ottavo album in studio 1998, pubblicato il 13 giugno insieme al singolo Qualcosa di grande.

## Discografia

### Da solista
- 2009 – Figlio di nessuno
- 2013 – Non erano fiori
- 2015 – Niente che non va
- 2017 – Faccio un casino
- 2019 – È sempre bello
- 2021 – Volare
- 2023 – Lovebars (con Frah Quintale)
- 2025 – 1998

### Con i Brokenspeakers
- 2009 – L'album
- 2012 – Fino al collo

## Tournée
- 2014 – Non erano fiori tour
- 2016 – Niente che non va tour
- 2016/2017 – From Rooftop tour
- 2017/2018 – Faccio un casino tour
- 2019 – È sempre bello in tour
- 2022 – Coez volare tour
- 2022 – Essere liberi in tour estate 2022
- 2024 – Lovebars tour (con Frah Quintale)